# Abswurmbachita
L'abswurmbachita és un mineral de la classe dels silicats que pertany al grup de la braunita. Va ser descoberta l'any 1990 a l'illa d'Andros, dins l'arxipèlag de les Cíclades, a Grècia. Va ser anomenada així en honor de la mineralogista alemanya Irmgard Abs-Wurmbach. Un sinònim seu és la clau IMA1990-007.

## Característiques químiques
Es tracta d'un oxi-silicat anhidre de coure i manganès. La seva estructura molecular és de nesosilicat amb els anions en coordinació 6. Forma una sèrie de solució sòlida amb la braunita (Mn2+(Mn3+)₆SiO₁₂). En aquesta solució sòlida es dona una substitució gradual del coure pel manganès que va generant els diferents minerals de la sèrie. Pot portar com a impureses els següents elements: titani, alumini, ferro, magnesi i calci.
Segons la classificació de Nickel-Strunz, l'abswurmbachita pertany a «09.AG: Estructures de nesosilicats (tetraedres aïllats) amb anions addicionals; cations en coordinació > [6] +- [6]» juntament amb els següents minerals: braunita, neltnerita, braunita-II, långbanita, malayaïta, titanita, vanadomalayaïta, natrotitanita, cerita-(Ce), cerita-(La), aluminocerita-(Ce), trimounsita-(Y), yftisita-(Y), sitinakita, kittatinnyita, natisita, paranatisita, törnebohmita-(Ce), törnebohmita-(La), kuliokita-(Y), chantalita, mozartita, vuagnatita, hatrurita, jasmundita, afwillita, bultfonteinita, zoltaiïta i tranquillityita.

## Formació i jaciments
Només ha estat descrita a Grècia i al Japó, on es troba en quarsites metamòrfiques de baix grau i alta pressió riques en alumini i manganès. Els minerals associats amb els quals se sol trobar poden ser: quars, shattuckita, tenorita, sursassita, piemontita, ardennita-(As), rútil, hol·landita o clinoclor.